# Weiss János
Weiss János (Szűr, 1957. október 26. – ) filozófus, filozófiatörténész.

## Pályafutása
Német nemzetiségi családban született. Általános iskolai tanulmányait Szűrben és Himesházán végezte 1964 és 1972 között. 1976-ban a pécsi Zrínyi Miklós Kereskedelmi Szakközépiskolában érettségizett. 1980-ban a pécsi Janus Pannonius Tudományegyetemen (JPTE) közgazdász, majd 1985-ben az ELTE-n filozófia diplomát szerzett. Kb. tíz évet töltött Németországban (Frankfurt, Tübingen, Berlin) mint Jürgen Habermas, Manfred Frank, Axel Honneth és Albrecht Wellmer tanítványa, illetve munkatársa. 1982-ben dr. univ., 1991-ben CSc, 1997-ben dr. habil., 2000-ben DSc fokozatot szerzett. 2001–2008 között a Pécsi Tudományegyetemen (PTE) tanszékvezető egyetemi tanár, a doktori iskola programvezetője. 2010–2014 között a Magyar Filozófiai Társaság (MFT) elnöke. Tagja a Magyar Filozófiai Szemle szerkesztőbizottságának.  
Kutatási területei: frankfurti iskola, német idealizmus és romantika, esztétika, társadalomfilozófia. 
Németből fordít.

## Megjelent könyvei
- Vorstudien zu einer kritischen Theorie der Gesellschaft (S. Roderer Verlag, Regensburg, 1995)
- Az esztétikum konstrukciója Adornónál (Akadémiai, 1995)
- A Frankfurti Iskola. Tanulmányok (Áron, 1997)
- Mi a romantika? Filozófiai tanulmányok (Jelenkor, 2000)
- Tizenkét előadás a Frankfurti Iskoláról és a diákmozgalmakról (Áron, 2000)
- Metafizika és esztétika. Tanulmányok Adorno hagyatékáról (Áron, 2002)
- Az elismerés elmélete (Áron, 2004)
- A kor – gondolatokban megragadva. Társadalomelméleti tanulmányok (Áron, 2005)
- Die Konstitution des Staates. Zu einer staatstheoretischen Reformulierung der kritischen Theorie (Peter Lang Verlag, Frankfurt am Main – Wien, 2006)
- Kant után szabadon. Tanulmányok a konstellációkutatás köréből (Áron, 2007)
- Lukács öröksége. Helyzetfelmérés a kommunizmus bukása után (Gond-Cura Alapítvány, Bp., 2011)
- A művészettől a tömegkultúráig; szerk. Olay Csaba, Weiss János; L'Harmattan–Könyvpont, Bp., 2014 (Kritikai elméletek)

### Fordításai
- Axel Honneth: Elismerés és megvetés. Tanulmányok a kritikai társadalomelmélet köréből (Jelenkor, 1997)
- Novalis: Virágpor. In: Műhely, 1997/2. szám, 21. o.
- Peter Sloterdijk: Világra jönni – szót kapni. Frankfurti előadások (Jelenkor, 1999)
- Bertolt Brecht: Keuner úr történetei (Jelenkor, 2000)
- Manfred Frank: A stílus filozófiája (Osiris, 2001)
- Johann Gottlieb Fichte: Tudománytan nova methodo (Jelenkor, 2002)
- Friedrich Wilhelm Joseph Schelling fiatalkori írásai 1794–1797 (Jelenkor, 2003)
- Az integrációtól a narrációig – A felvilágosodás dialektikájának recepciója (Áron, 2004)
- Jürgen Habermas: Megismerés és érdek (Jelenkor, 2005)
- Friedrich Wilhelm Joseph Schelling: Stuttgarti magánelőadások. A kéziratos hagyatékból, 1810 (Attraktor, 2007)
- Albrecht Wellmer: A modern és posztmodern dialektikája. Az észkritika Adorno után (Gond-Cura Alapítvány, 2008)
- Karl-Otto Apel: A transzcendentálpragmatikai diskurzuselmélet. Előadások és vitairatok, 1986-1998; L'Harmattan–Könyvpont, Bp., 2015 (Kritikai elméletek)

## Külső hivatkozások
- Publikációs lista
- A PTE Filozófia tanszék honlapja
- Magyar Filozófiai Társaság Archiválva 2011. szeptember 3-i dátummal a Wayback Machine-ben

- Professzori arcképcsarnok. [közreadta a] Pécsi Tudományegyetem. [ötlet és fotó Mánfai György fotóművész] Felelős kiadó Tóth József rektor [szerkesztette a PTE Marketing osztály. Dezső Krisztina, Glass Beáta]. 2003. 146.

### Online szövegek
- A mítosz mint ethosz – Pro Philosophia Füzetek, 1999/4. szám
- Johann Gottlieb Fichte és Carl Leonhard Reinhold levelezése – Magyar Filozófiai Szemle, 2004/1–2. szám
- Adalékok a tudománytan születéséhez – Magyar Filozófiai Szemle, 2004/3. szám
- Johann Gottlieb Fichte: Zürchi előadások - Magyar Filozófiai Szemle, 2004/3. szám. http://epa.oszk.hu/00100/00186/00018/fichte.html
- Hogyan lehetséges metafizika? PDF – Világosság, 2004/10–11–12. szám
- A romantika esztétikája című konferencia megnyitója – Pro Philosophia Füzetek, 2005/4. szám
- A poézis magyarázatai és a művészetkritika lehetősége – Pro Philosophia Füzetek, 2005/4. szám
- Az igazi hegeli esztétika nyomában PDF – Holmi, 2005/6. szám